# La Mancha (wijn)

Wijnbouwgebied La Mancha in Castilië-La Mancha.

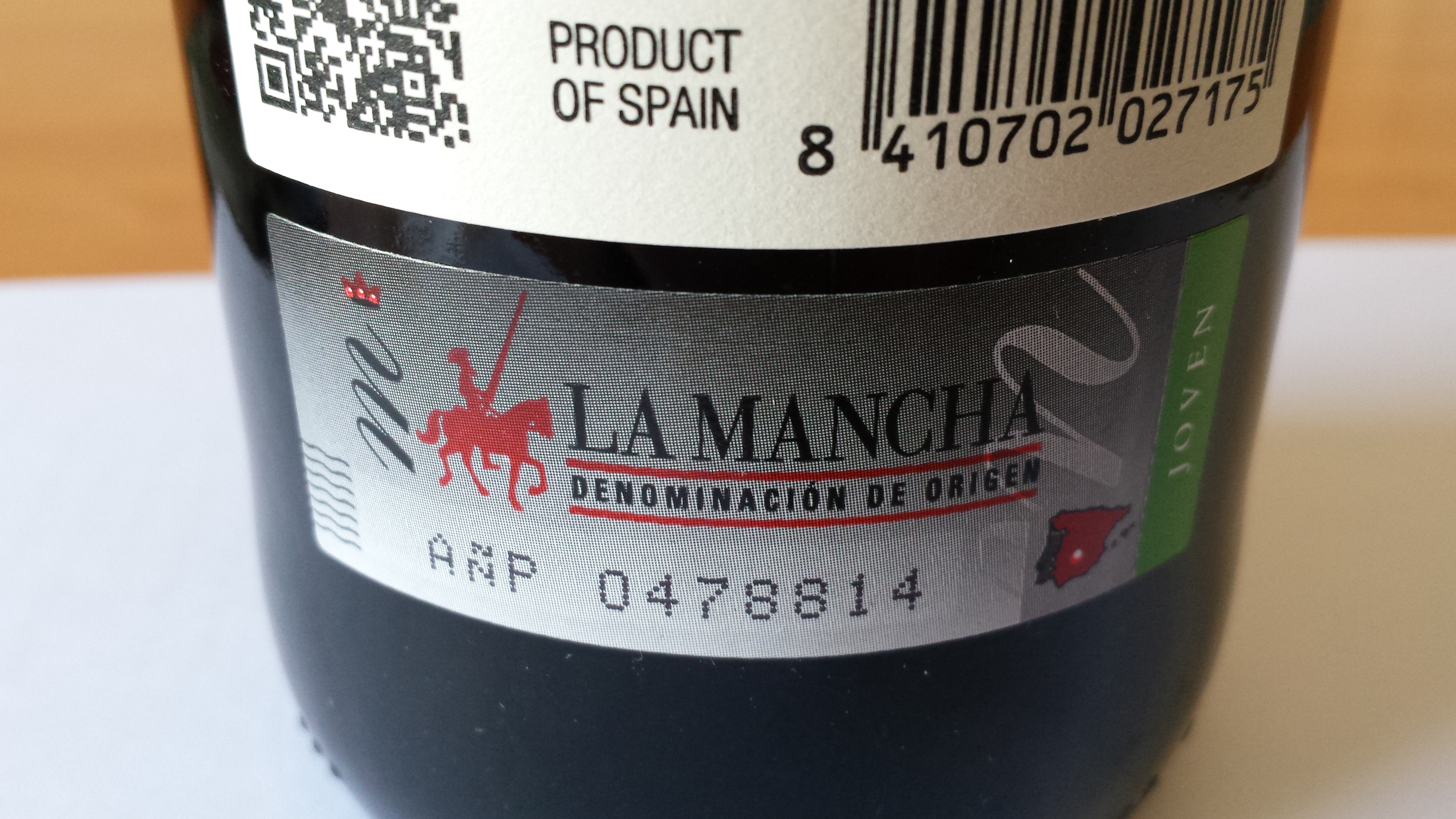
Officieel etiket, hier voor jonge wijn (Joven)

La Mancha is een Spaans wijnbouwgebied en een beschermde oorsprongsbenaming (DO, Denominación de Origen) voor wijn afkomstig uit dit gebied. De beschermde oorsprongsbenaming werd in 1976 officieel toegekend.

## Het wijnbouwgebied
Het uitgestrekte gebied, waar zeker al sedert de Middeleeuwen wijn wordt verbouwd, situeert zich in het centraal plateau van het Iberisch schiereiland. Er heerst een continentaal klimaat met grote temperatuurverschillen (-10 tot 40°C), weinig neerslag maar veel uren zonlicht per jaar.
Het ligt in de autonome regio Castilië-La Mancha en omvat delen van de provincies Albacete, Ciudad Real, Cuenca en Toledo. De verbouwde oppervlakte, in 2017, is ruim 158.000 hectare, waarvan ruim twee derde (112.000 ha) voor witte druiven. Er zijn bijna 15.000 wijnbouwers en 300 bodegas actief. De totale productie bedraagt dat jaar ruim 87 miljoen flessen, waarvan 43% bestemd voor de export.

## Druivenrassen
De volgende druivenrassen worden verbouwd:
- Witte variëteiten: Airén, Viura en Macabeo, Chardonnay, Sauvignon Blanc, Verdejo, Moscatel de grano menudo, Riesling, Parellada, Viognier, Gewürztraminer, Pedro Ximénez en Torrontés;
- Rode variëteiten: Tempranillo (Cencibel), Garnacha, Moravia, Cabernet Sauvignon, Merlot, Syrah, Petit Verdot, Monastrell, Bobal, Graciano, Cabernet Franc, Malbec, Pinot Noir en Mencia.

## Wijnsoorten
De La Mancha-wijnen worden onderverdeeld in:
- Joven: jonge wijnen (max. negen maanden houdbaar);
- Tradicional: traditionele wijnen; deze vormen meer dan 50% van de totale productie;
- Envejecimiento in Barrica de Roble: wijn (jonge of traditionele) gerijpt in eikenhouten vaten; de minimale verblijftijd in de vaten is 60 dagen;
- Crianza: twee jaar gerijpt, waarvan een jaar in vat en een in de fles;
- Reserva: minstens een jaar in eiken vat en twee jaar in fles gerijpt;
- Gran Reserva: minstens twee jaar in eiken vat en drie jaar in flessen;
- Espumoso: bruisende wijnen.